# 第10回宝塚記念
1969年6月1日に京都競馬場で行われた第10回宝塚記念について詳細を記述する。
- なお、馬齢については当時の表記方法（数え年）とする。

## レース施行時の状況
この年の宝塚記念は、本来開催される阪神競馬場で、4月に火災が発生したため、その復旧工事を実施する必要が生じたことで、急遽、1966年以来3年ぶりに京都での代替開催となった。
ファン投票で上位に選ばれたアサカオー・タケシバオーが出走せず、僅か4頭立てというメンバー構成となった。
1番人気のマーチスは、タケシバオー・アサカオーと三強を形成する関西馬。4歳時の皐月賞では道中最後方から進み、最後は3頭の壮絶な叩き合いを制した。鞍上の保田隆芳は5大クラシックに春秋天皇賞、有馬記念を含めたいわゆる八大競走完全制覇を達成。この年はまだ未勝利であったが、単勝2.5倍で生涯16度目の1番人気であった。
2番人気のダテホーライは、4歳時に菊花賞でアサカオーの2着。5歳になったこの年は日本経済新春盃・中京大賞典でダービー馬のタニノハローモアを破り、サンケイ大阪盃ではアサカオーを破って重賞3勝を挙げていた。ファン投票では3位で、1、2位不在の最上位馬として出場した。
3番人気はスワンステークスを制し、天皇賞（春）で3着に入ったダイイチオー。
4番人気は唯一の関東馬メジロシンゲン。

## 出走馬
| 枠番 | 馬番 | 競走馬名       | 性齢 | 騎手     | オッズ    | 調教師   |
| ---- | ---- | -------------- | ---- | -------- | --------- | -------- |
| 1    | 1    | マーチス       | 牡5  | 保田隆芳 | 1人(2.5)  | 伊藤修司 |
| 2    | 2    | メジロシンゲン | 牡6  | 宮本悳   | 4人(14.3) | 中村広   |
| 3    | 3    | ダテホーライ   | 牡5  | 宇田明彦 | 2人(2.9)  | 星川泉士 |
| 4    | 4    | ダイイチオー   | 牡5  | 山本正司 | 3人(5.5)  | 高橋直三 |

## レース展開
レースは逃げるダイイチオーを残る3頭で追う形となり、脱落したメジロシンゲンを除く3頭の争いとなって直線勝負にもつれこんだが、最後はマーチスに1馬身の差をつけ、2分16秒1のレコードタイムで勝った。
この競走の映像（関西テレビ放送の中継の映像を収録したもの）は、1995年10月20日にポニーキャニオンより発売された「中央競馬GIシリーズ 宝塚記念史」に収録されている。

## レース結果
| 着順 | 枠番 | 馬番 | 競走馬名       | 着差     |
| ---- | ---- | ---- | -------------- | -------- |
| 1    | 3    | 3    | ダテホーライ   | 2分16秒1 |
| 2    | 1    | 1    | マーチス       | 1馬身    |
| 3    | 4    | 4    | ダイイチオー   | アタマ   |
| 4    | 2    | 2    | メジロシンゲン | 大差     |

### 払戻
| 単勝式   | 3   | 220円 |
| 連勝複式 | 1-3 | 160円 |